# Matthias Altenburg
Matthias Altenburg, pseud. Jan Seghers (ur. 1958) – niemiecki pisarz.
Studiował na literaturę i historię sztuki na Uniwersytecie w Getyndze. Obecnie jest niezależnym dziennikarzem i pisarzem, mieszka we Frankfurcie nad Menem. Pod własnym nazwiskiem opublikował tomy eseistyczne, sztukę teatralną Alles wird gut. Eine Sommerkomödie (1995) oraz szereg powieści: Landschaft mit Wölfen (1999), Die Liebe der Menschenfresser (2002), Die Toten von Laroque (2003). W 2004 zaczął pisać powieści kryminalne, które następnie zostały wydane pod pseudonimem Jan Seghers, upamiętniającym Annę Seghers i kolarza Jana Ullricha. Ich głównym bohaterem jest Robert Marthaler, policjant z Frankfurtu nad Menem, niemiecki brat Wallandera (według FAZ) czy jego heska adaptacja (Goethe Instytut). Książki z tego cyklu były tłumaczone na język polski. Pierwsze trzy powieści sfilmowała telewizja ZDF, w roli Marthalera wystąpił Matthias Koeberlin.

## Książki wydane pod pseudonimem Jan Seghers
- Zbyt piękna dziewczyna (Ein allzu schönes Mädchen, 2006), wyd, polskie 2009, tłumacz Elżbieta Kalinowska
- Panna młoda w śniegu (Die Braut im Schnee, 2007)
- Partytura śmierci (Partitur des Todes, 2008)
- Die Akte Rosenherz (2009)
- Die Sterntaler-Verschwörung (2014)